# Нижньодніпровська операція
Нижньодніпровська операція — стратегічна наступальна операція радянських військ в нижній течії Дніпра під час німецько-радянської війни. Друга та завершальна стадія масштабної битви за Дніпро, що проводилася в період з 26 вересня по 20 грудня 1943 року військами Степового (генерал армії І. С. Конєв), Південно-Західного (генерал армії Р. Я. Малиновський) та Південного фронтів (генерал армії Ф. І. Толбухін) (з 20 жовтня 1943 відповідно 2-го Українського, 3-го Українського та 4-го Українського фронтів). У рамках цієї операції проведено: Мелітопольська, Запорізька, П'ятихатська, Знам'янська та Дніпропетровська фронтові наступальні операції.

## Перебіг боїв
Нижньодніпровська стратегічна наступальна операція проводилася з метою остаточного звільнення Лівобережної України, форсування Дніпра та захоплення стратегічних плацдармів на його правому березі. У складі радянських фронтів налічувалося понад 1,5 млн чол., св. 24,4 тис. гармат та мінометів, 1160 танків і САУ, 2 тис. літаків. Їм протистояли німецькі війська групи армій «Південь» (генерал-фельдмаршал Е. Манштейн), що включали сили 1-ї танкової та 8-ї польової армій та війська групи армій «A» (генерал-фельдмаршал Е. Кляйст) у складі німецької 6-ї армії, румунської 3-ї та частини сил німецької 17-ї армії, що мали до 770 тис. чол., 8 тис. гармат та мінометів, 800 танків і штурмових гармат, 1 тис. літаків.
У результаті проведення операції війська 2-го, 3-го і 4-го Українських фронтів завершили визволення Лівобережної України в нижній течії Дніпра, блокували з суші кримське угрупування військ противника і захопили кременчуцький плацдарм на західному березі Дніпра до 400 км по фронту і до 100 км у глибину, який зіграв потім велику роль у визволенні Правобережної України. В ході боїв німецькі війська зазнали поразки — понад 20 дивізій були розгромлені або зазнали великих втрат. У Нижньодніпровській операції вперше за роки війни успішно проведений штурм вночі великого міста — Запоріжжя. Досвід форсування великих водних перешкод збагатився подоланням важкопрохідного Сиваша із захопленням плацдармів у Криму.